# Segunda expansión incaica

Expansión inca hasta 1438.

La segunda expansión incaica es la denominación que le dan los historiadores a la evolución territorial del Tahuantinsuyu durante el periodo de gobierno de Mayta Cápac, Cápac Yupanqui, Inca Roca, Yáhuar Huácac y Viracocha Inca, esto entre los años 1290 y 1438.

## Mayta Cápac
Al morir Lloque Yupanqui, Mayta Cápac era demasiado joven para asumir el gobierno, por esa razón la conducción del Cuzco fue asumida por dos de sus tíos. Esta situación fue aprovechada por los alcauizas para rebelarse contra los cuzqueños, para lo cual buscaron una alianza con los cullumchimas. El pretexto para la sublevación fue una pelea que tuvieron el joven Mayta Cápac con el sinchi alcahuiza, en la cual Mayta Cápac le rompió la pierna al sinchi. Los alcauizas enviaron una tropa hasta el Inticancha, pero Mayta Cápac arremetió con tanta fuerza que mató a dos personas e hirió a otros varios, los sobrevivientes huyeron, rápidamente Mayta Cápac lideró una expedición a territorio alcauiza derrotándolos y obligándolos a pactar la paz. Esa paz no duró mucho, y los alcauizas volvieron a rebelarse, Mayta Cápac volvió a incursionar en las tierras alcauizas tomando prisionero al sinchi alcauiza condenándolo a encierro perpetuo, luego de eso se tomaron sus tierras y se las repartió entre los otros grupos vecinos.
A partir de la derrota de los alcauizas, pasaron a dominar todo el Cusco y sus alrededores, ganando respeto y haciendo la confederación más sólida. Mayta Cápac murió de una extraña enfermedad mientras preparaba un ejército para emprender contra los condesuyus.

## Cápac Yupanqui
Al asumir su gobierno lo primero que hizo fue reunir a sus hermanos y hacerles jurar lealtad. Luego emprendió una campaña militar hacia los pueblos de Ancasmarca y Cuyosmarca en el antisuyu; la campaña tuvo éxito y los líderes fueron ejecutados, en su lugar Cápac Yupanqui nombró a su hermano Tarco Huaman como gobernador de esa zona.
Por otra parte los condesuyus, enterados de las intenciones de Mayta Cápac de arremeterlos militarmente antes de morir, decidieron atacar a los cuzqueños pero éstos se enteraron a tiempo de la incursión de los condesuyus venciéndolos en la primera batalla. Luego, en una segunda batalla, no solo los derrotaron, sino que los persiguieron hasta su territorio.
Durante el gobierno de Cápac Yupanqui, los chancas comenzaban a ganar territorios desde Ayacucho, pasando por Soras y Rucanas, llegando hasta el río Pampas. Ante esto el jefe de los Andahuaylas envió una gran cantidad de regalos a Capac Yupanqui, para tener a los cuzqueños como aliados. Ante esto Capac Yupanqui recibió los regalos y envió piezas de oro y plata para el curaca de Andahuaylas.
Cápac Yupanqui tuvo como primera esposa a Chimbo Mama, quien contrajo una enfermedad. Al poco tiempo tomó como esposa a Curihilpay, hija del líder ayarmaca Tocay Capac; además de su esposa, Cápac Yupanqui tuvo varias concubinas, una de ellas fue Cusi Chimbo, también llamada Mama Micay, quien lo envenenó propiciando que la facción Hanan Cuzco  ataque el inticancha encabezados por Inca Roca.

## Inca Roca
Con la muerte de Cápac Yupanqui y la entronización de Inca Roca, varios grupos étnicos vecinos y del bando Hurin se levantaron en contra del nuevo soberano Inca Roca. Los primeros en rebelarse fueron los mascas, la rebelión fue controlada y el jefe masca Guasi Guaca fue hecho prisionero.
Luego los muyna y pinahua intentaron independizarse, ante esto Inca Roca los enfrentó matando a Muyna Pongo, jefe muyna, por su parte Guaman Tupa, jefe pinahua, huyó y nunca más volvió a aparecer. Después de esto los incas avanzaron hasta Quiquijana y luego el pueblo de Caytomarca.
Aprovechando el cambio de gobierno, los chancas avanzaron sobre los Andahuaylas; ante esto, siendo los Andahuaylas aliados del Cuzco, Inca Roca solicitó la ayuda de los pueblos Canas y Canchis, grupos mercenarios que peleaban a favor del Inca a cambio de botines de guerra. Ante esto se formó un ejército que avanzó sobre el río Apurimac haciendo retroceder a los chancas.
Unos años más tarde Inca Roca organizó una expedición al antisuyu que estuvo a mando del príncipe Yáhuar Huácac, en esa oportunidad los incas avanzaron hasta Paucartambo consiguiendo las primeras chacras de coca.
Durante este periodo las pugnas con los ayarmacas terminan cuando Inca Roca ofrece a su hija Curi Ocllo al jefe ayarmaca Tocay Capac como su mujer, mientras que el príncipe inca contrae matrimonio con Mama Chiquia, hija del líder ayarmaca. Años antes, cuando el principe Titu era niño, fue secuestrado por los ayarmaca, pero este, según las leyendas, lloró sangre y fue dejado con vida, por eas razón Titu Cusi Gualpa luego pasa a llamarse Yahuar Huacac.

## Yáhuar Huácac
Yáhuar Huácac planeó una expedición para la conquista del Collao, pero los condesuyus se rebelaron y esta expedición se frustró. Los condesuyus se rebelaron al ver que los Incas, conquistando a los pueblos del Collao, iban a incrementar su poderío, de esa manera planearon una emboscada durante una fiesta en la que el inca estaba ebrio. De esa manera los condesuyus mataron al inca Yáhuar Huácac, y estuvieron a punto de saquear al Cuzco pero una tormenta lo impidió.
Tiempo después los orejones se reunieron y después de varias discusiones escogieron como nuevo gobernante a Hatun Tupac, que luego tomaría el nombre de Wiracocha. Los chancas aprovecharon la crisis en el Cuzco para tomar nuevamente Andahuaylas.

## Huiracocha
Para la entronización de Huiracocha, estuvo presente Chuchi Cápac, rey de Hatuncolla, como invitado. Luego de su entronización, Huiracocha emprendió una campaña militar hacia Yucay y Calca; en esta última localidad mandó a construir un palacio. Además tuvo que enfrentar bélicamente a los pacaycachas de Písac, muynas, pinahuas, casacanchas, rondocanchus, ayarmacas y guayparmarcas, todos sometidos rápidamente.
Durante el gobierno de Huiracocha se iniciaron los primeros enfrentamientos en el Collao. Después de anexar a los Canas, el mallku Lupaca de Chucuito decidió confederarse con los Incas para atacar a los Hatun Colla. De esto se enteró Chuchi Cápac, líder de Hatun Colla a quien también se le conocía como Colla Cápac, quien atacó rápidamente a las huestes Lupacas; finalmente la victoria recayó sobre Chuchi Cápac, y ambos, Chuchi Cápac y Huiracocha, se juraron paz eterna colocando un k'ero con chicha en lo alto de una peña como señal de su alianza.
En el Cuzco, Huiracocha proclamó como heredero a su hijo Inca Urco; años después Huiracocha se retiraría a su palacio de Calca dejando a Inca Urco a cargo de los asuntos de estado.
Inca Urco descuidó sus labores y los jefes militares Apu Mayta y Vicaquirao, tramaron una conspiración que buscaba reemplazar a Inca Urco por Cusi Yupanqui, un príncipe que tenía mejores dotes de mando y aptitudes para la guerra. En tanto los chancas habían avanzado hasta Vilcacunca y continuaban su avance rumbo al Cuzco. Ante esta situación Huiracocha ordena que toda su familia y su séquito abandone el Cuzco, esta situación causó desconcierto entre los orejones.
En esa situación aparece el Titu Cusi Yupanqui quien organiza la ofensiva incaica, los chancas en efecto logran ingresar a la ciudad del Cuzco pero fueron repelidos por los cuzqueños en una larga batalla en donde, según los relatos míticos, Cusi Yupanqui fue apoyado por piedras que se convirtieron en guerreros llamados pururaucas. Luego de esto Cusi Yupanqui tomó como prisioneras a los mallki (momias) de los chancas, haciéndolos retroceder hasta Ichupampa, días después en ese lugar se libró una segunda batalla en donde los cuzqueños contaron con el apoyo de otros grupos vecinos. A partir de ahí Cusi Yupanqui continuó haciendo retroceder a los chancas hasta el río Apurimac y de ahí hasta Andahuaylas en donde las tropas chancas fueron acabadas.
A pesar de esto, Huiracocha todavía no reconocía a Cusi Yupanqui como Inca, y reclamaba que el botín de guerra sea ofrecido a Inca Urco, cosa que fue rechazada por Cusi Yupanqui. A pesar de eso, Cusi Yupanqui es nombrado Inca y pasa a nombrarse Pachacutec, Inca Urco es asesinado al intentar una emboscada contra Pachacutec y Huiracocha termina reconociendo la soberanía de éste tomando una olla de chicha hasta dejarla vacía, al terminarla pidió perdón a su hijo.